# Список эпизодов сериала «Да, господин министр» и «Да, господин премьер-министр»
Список эпизодов сериалов «Да, господин министр» и «Да, господин премьер-министр».
Всего было сделано тридцать восемь эпизодов в период с 1980 по 1988. Внесенные в список даты — когда каждый конкретный эпизод был передан по каналу BBC.

## «Да, господин министр»

### Первый сезон (1980)
| # | Название                           | Трансляция | Краткое содержание |
| 1 | «Открытое правительство»           | 25 февраля | Идеалистическое обязательство нового министра открыть окна своего министерства сталкивается с его первым препятствием.          |
| 2 | «Официальный визит»                | 3 марта    | Джим Хэкер приветствует визит президента Буранды, старого университетского кореша, который имеет свою собственную повестку дня. |
| 3 | «В погоне за экономией»            | 10 марта   | Хэкер планирует сокращать государственную службу, но сэр Хамфри вынуждает его подавать личный пример.                           |
| 4 | «Электронное досье»                | 17 марта   | Сэр Хамфри затягивает дело по новой национальной объединенной базе данных.                                                      |
| 5 | «Перст судьбы»                     | 24 марта   | Угроза ликвидации МАДа вынуждает Хэкера и сэра Хамфри работать вместе.                                                          |
| 6 | «Право Знать»                      | 31 марта   | Угроза колонии барсуков демонстрирует, что сэр Хамфри должен быть выборочен в том, что он сообщает своему министру.             |
| 7 | «Тёплые местечки для своих парней» | 7 апреля   | Хэкер сохраняется в неведении относительно обреченного строительного проекта, и обнаруживает, что требуется два КВАНПО.         |

### Второй сезон (1981)
| # | Название                | Трансляция | Краткое содержание |
| 1 | «Общество милосердия»   | 23 февраля | Хэкер обеспокоен о новехонькой с иголочки, полностью укомплектованной больнице, в которой нет ни одного пациента.                                   |
| 2 | «Раздача наград»        | 2 марта    | Хэкер планирует отказывать в наградах тем государственным служащим, которые не уменьшают свои бюджеты.                                              |
| 3 | «Список приговорённых»  | 9 марта    | Министр вынужден пересмотреть свои взгляды относительно подслушивания и телефонного прослушивания.                                                  |
| 4 | «Ярмарочный столб»      | 16 марта   | Планы открытия новой химической фабрики зависят от результата так называемой «независимой» экспертизы.                                              |
| 5 | «Знать бы, где упадёшь» | 23 марта   | Перестановки Кабинета министров совпадает с вакансией в Брюсселе. Хэкер задается вопросом, кого премьер-министр имеет в виду, чтобы заполнить пост. |
| 6 | «Качество Жизни»        | 30 марта   | Хэкер клянется сохранить открытой городскую ферму, и что сэр Хамфри позволил, чтобы спекулянты, смогли сделать путь для автостоянки.                |
| 7 | «Проблема лояльности»   | 6 апреля   | Хэкер и сэр Хамфри проверены в межпартийном парламентском комитете по своим обязательствам по избавлению правительственной бюрократии.              |

### Третий сезон (1982)
| # | Название                             | Трансляция | Краткое содержание |
| 1 | «Равные возможности»                 | 11 ноября  | Сэр Хамфри саботирует план министра о гендерном равенстве.                                                                               |
| 2 | «Вызов»                              | 18 ноября  | Непредвиденные последствия расстраивают крестовый поход Хэкера, чтобы сделать местные власти ответственными за расходование ими средств. |
| 3 | «Скелет в шкафу»                     | 25 ноября  | Детали оборонного контракта 1950-х годов собираются быть обнародованными — и сэр Хамфри становится необъяснимо возбужденным.             |
| 4 | «По моральным соображениям»          | 2 декабря  | После подписания огромного экспортного заказа в Кумране, Хэкер расстроен, обнаружив, что заказ был получен с помощью взятки.             |
| 5 | «Терновый венец»                     | 9 декабря  | Хэкер сделан «межведомственным транспортным шефом» — и скоро задается вопросом, стоящий ли это титул.                                    |
| 6 | «Пьющий падре»                       | 16 декабря | Хэкер сталкивается с моральной дилеммой, когда он узнает, что британские бомбы попадают в руки итальянских террористов.                  |
| 7 | «Маленькие слабости среднего класса» | 23 декабря | Сэр Хамфри рассержен, что Хэкер планирует субсидировать свой местный футбольный клуб, за счет сноса городской картинной галереи.         |

### Специальный выпуск (1984)
| # | Название         | Трансляция | Краткое содержание |
| 1 | «Партийные игры» | 17 декабря | Неожиданная отставка премьер-министра приводит к гонке за этот пост, и как Председатель Партии — Хэкер находится на ключевой позиции. |

## «Да, господин премьер-министр»

### Первый сезон (1986)
| # | Название                 | Трансляция | Краткое содержание |
| 1 | «Великий почин»          | 9 января   | Первый акт, который намерен осуществить Джим Хекер на посту премьер-министра, — объявить о новой радикальной оборонной политике. В Министерстве обороны главе кабинета министров показывают ядерную кнопку. Но почему на неё нельзя нажимать?                                                             |
| 2 | «Обращение ПМ к народу»  | 16 января  | Джим Хэкер готовится к своему первому телевыступлению в качестве премьер-министра, но у сэра Хамфри есть серьёзные опасения в связи с предполагаемым содержанием речи. |
| 3 | «Дымовая завеса»         | 23 января  | Министр здравоохранения разработал национальный план по борьбе с курением. Хэкер решает использовать этот план в качестве средства по получению дополнительных налогов. Перепуганный сэр Хамфри вызывает табачное лобби, чтобы предотвратить этот замысел.                                                |
| 4 | «Ключ»                   | 30 января  | Сэр Хамфри пытается выжить политического советника из занимаемого ею кабинета. Единственный раз за время сво ей карьеры Бернард решается противостоять сэру Хамфри. |
| 5 | «Настоящее партнерство»  | 6 февраля  | Как всегда внезапно, Джим Хэкер узнает о надвигающемся финансовом кризисе. И это в то время, когда члены парламента требуют роста заработной платы. Заседание кабинета министров проходит чрезвычайно бурно. Премьер-министр в панике. Но мудрый сэр Хамфри знает, как нейтрализовать кризис…             |
| 6 | «Победа ради демократии» | 13 февраля | Должно ли Министерство иностранных дел реализовывать правительственную политику? Так ли уж важна победа демократии в маленькой далекой стране, где может сорваться большой строительный контракт? Джим Хэкер в затруднении…                                                                               |
| 7 | «Пенсионный гамбит»      | 20 февраля | В одной из стран Ближнего Востока из-за контрабандной бутылки виски должны посадить в тюрьму гражданку Великобритании. Стоит ли вступиться за соотечественницу, которой, к тому же, грозит ещё и физическое наказание? Ведь в этом случае могут пострадать торговые отношения с этой страной.             |
| 8 | «Один из нас»            | 27 февраля | Похоже, бывший глава МИ 5 большую часть своей карьеры был советским шпионом. Какое-то время назад этому вопросу было посвящено специальное правительственное расследование, которое полностью оправдало фигуранта. Но новые факты говорят о том, что расследование было проведено недостаточно тщательно… |

### Второй сезон (1987—1988)
| # | Название                           | Трансляция | Краткое содержание |
| 1 | «Человек за бортом»                | 3 декабря  | Когда Джим Хэкер принимает решение начать выполнение плана по сокращению безработицы на Севере, сэр Хамфри решает, что крайние случаи требуют принятия крайних мер.                                                                                             |
| 2 | «Государственные тайны»            | 10 декабря | Предыдущий Премьер-министр пишет мемуары и желает получить разрешение на публикацию. Похоже, одна из глав выставляет Джима Хэкера в неприглядном свете… |
| 3 | «Дипломатический инцидент»         | 17 декабря | Для того, чтобы улучшить свой имидж в глазах общественности, Джим Хэкер принимает решение о подписании с Францией договора, касающегося тоннеля под Ла-Маншем. Положение становится щекотливым, когда всплывают возможные неприятности.                         |
| 4 | «Конфликт интересов»               | 31 декабря | Парламент сотрясает крупный скандал в Сити. В ходе партийной конференции для премьер-министра наступает время принятия жестких мер. Сэр Хамфри не может с этим не согласиться.                                                                                  |
| 5 | «Власть народу»                    | 7 января   | Когда сэр Хамфри вступает в борьбу с враждебно настроенной Агнесс Мурхаус, председателем совета лондонского района Хаундсворт, выясняется, что она является куда более сложным оппонентом, чем все его соперники мужского пола в Уайт-холле.                    |
| 6 | «Покровитель искусств»             | 14 января  | На церемонии вручения премии британского театра Джиму предстоит публично признать, насколько мал размер гранта Совета по развитию искусств. Чтобы избежать враждебной реакции, Хекеру необходима помощь сэра Хамфри, но тот сам является покровителем искусств. |
| 7 | «Национальная система образования» | 21 января  | Джим Хэкер вынужден принять меры, направленные на повышение образовательных стандартов. Но разработанный им план ведет к конфликту интересов. |
| 8 | «Запутанный клубок»                | 28 января  | Если премьер-министр предоставляет в Парламент ложную информацию, следует ли секретарю Кабинета поддержать его? Или все-таки разоблачить? Пока сэр Хамфри решает вопросы этики, оказывается, что и ему есть что скрывать.                                       |